# Panay
Panay a Visayan-szigetek nyugati tagja, amely a Fülöp-szigetekhez tartozik. Negrostól ÉNy-ra fekszik. Területe 12 011 km², lakossága 4 millió fő volt 2010-ben. Legnagyobb városa Iloilo City (425 ezer lakossal 2010-ben), ahol nemzetközi repülőtér működik. 
Háromszög alakú sziget. A nyugati partja mentén csipkés hegylánc, ÉK-en hullámos felföld, továbbá a part menti alföld jellemzi. Észak-déli irányban húzódik a nyugati parton a Központi Panay-hegység, amelynek legmagasabb csúcsa a 2117 méteres Madias. 
Közigazgatásilag négy tartományra van osztva: Aklan, Antique, Capiz és Iloilo. A legnagyobb városok a szigeten - amelyek a négy tartomány székhelyei - Kalibo, San Jose de Buenavista, Roxas City és Iloilo City. 
A sziget gazdaságilag legvirágzóbb része DK-en, Iloilo kereskedelmi kikötő körül van, míg Aklan és Antique tartományok É-on és Ny-on az ország legszegényebb vidékei közé tartoznak. 
A fő mezőgazdasági termények a rizs, kókuszdió, banán, manilakender, búza, mangó, cukor és dohány. Ásványkincsei az arany, ezüst, réz, mangánérc, márvány, szén, króm, magnetit, kaolin és a só.

## Fordítás
- Ez a szócikk részben vagy egészben  a   Panay című angol Wikipédia-szócikk fordításán alapul.  Az eredeti cikk szerkesztőit annak laptörténete sorolja fel. Ez a jelzés csupán a megfogalmazás eredetét és a szerzői jogokat jelzi, nem szolgál a cikkben szereplő információk forrásmegjelöléseként.
- Ez a szócikk részben vagy egészben  a   Panay (insel) című német Wikipédia-szócikk fordításán alapul.  Az eredeti cikk szerkesztőit annak laptörténete sorolja fel. Ez a jelzés csupán a megfogalmazás eredetét és a szerzői jogokat jelzi, nem szolgál a cikkben szereplő információk forrásmegjelöléseként.